# Бернед, Жан-Клод
Жан-Клод Бернед (фр. Jean-Claude Bernède; 19 сентября 1935, Анже — 16 августа 1991) — французский скрипач и дирижёр. Отец Франка Бернеда.
Окончил Парижскую консерваторию под руководством Пьера Дерво и Игоря Маркевича. С 1958 г. солист Ансамбля современной музыки, в 1965 г. основал собственный струнный квартет и руководил им на протяжении более чем трёх десятилетий. Возглавлял Камерный оркестр Руана (1973—1982), Реннский городской оркестр (1981—1985). С 1977 г. музыкальный консультант, с 1983 г. главный дирижёр Оркестра Ламурё; 10 марта 1991 г. дирижировал 1000-м концертом оркестра. С 1984 г. вёл класс камерного ансамбля в Парижской консерватории.
Памяти Бернеда посвящён Прелюд для девяти инструментов «Сломанный смычок» (фр. L'Archet brisé) композитора Макса Пиншара.